# Roy Evans
Roy Quintin Echlin Evans (født i Liverpoolforstaden Bootle, England, den 4. oktober 1948) var en Liverpool spiller, som med tiden steg i graderne blandt klubbens trænere for til sidst at blive udnævnt til manager.

## Spillerkarriere
Evans var forsvarspiller, og spillede landskampe for England på skoleniveau. Han skrev lærlingekontrakt med Liverpool F.C. i 1963, men måtte acceptere, at han befandt sig langt nede i klubbens hierarki op gennem 1960’erne, og han fik først sin debut på førsteholdet i sæsonen 1969/70. Til gengæld var han nærmest fast inventar på klubbens reservehold, med hvilket han vandt fem titler i den særlige reserveholdsliga, Central League.
I 1973 fik Evans tilbudt en kontrakt med Philadelphia Atoms fra den nordamerikanske liga, North American Soccer League. Han spillede 19 kampe og scorede to mål, og da sæsonen var slut, havde Philadelphia Atoms vundet mesterskabet i overbevisende stil.
Evans vendte tilbage til Liverpool F.C., hvor han med det samme fandt sig selv som reserveholdsspiller igen. 
Klubbens daværende manager Bill Shankly så imidlertid et andet talent i Evans, og i 1974 blev Evans tilbudt at blive en del af trænerstaben. I en alder af 26 år stoppede han sin aktive karriere efter blot 11 kampe på Liverpool F.C.’s førstehold.

## Trænerkarriere
I første omgang blev Evans træner for det reservehold, han selv havde været en del af. Kort efter udnævnelsen af Evans valgte Shankly at træde tilbage som manager, men det medførte ingen store ændringer i klubben, og Evans beholdt sit job.
Jobbet som reserveholdstræner havde han i ni sæsoner frem til 1983, og i den periode vandt holdet Central League syv gange.
Som reserveholdstræner blev en del af en trænerstab, der havde mange års erfaring inden for professionel fodbold i England og næsten lige så mange års erfaring inden for Liverpool F.C. Da Shankly trådte tilbage blev posten som manager overtaget af hans assistent Bob Paisley, som både havde været spiller og træner i klubben. Den tidligere cheftræner Joe Fagan blev rykkede op på pladsen som assisterende manager, og pladsen som cheftræner gik til Evans’ forgænger som reserveholdstræner Ronnie Moran, der også havde spillet for klubben.
I 1983 blev Evans en del af trænerstaben omkring førsteholdet, da Bob Paisley trak sig tilbage, og der på ny skete en trænerrokade, hvor de fleste i klubben rykkede et niveau op. I 10 år fungerede han som en af trænerne for førsteholden, inden han i 1993 blev assisterende manager under Graeme Souness.
Da Souness sagde op midt i sæsonen 1993/94, var det Evans’ tur til at rykke et niveau op og indtage den post, der næsten havde virket som det naturlige endemål for hans trænerkarriere i Liverpool F.C. Udnævnelsen af Evans var samtidig et forsøg på at vende tilbage til den kendte formular, efter at Souness havde foretaget mange gennemgribende ændringer af kulturen i klubben.
Umiddelbart fik udnævnelsen den ønskede effekt, men Evans og Liverpool F.C. måtte indse, at klubben var blevet overhalet af flere konkurrerende klubber.
I løbet af Evans’ fire hele sæsoner som manager opnåede Liverpoll F.C. to tredjepladser og to fjerdeplader. Klubben vandt Liga Cuppen i 1995, hvor Bolton Wanderers blev slået 2-1 i finalen på to mål scoret af Steve McManaman. Sæsonen efter nåede klubben finalen i F.A. Cuppen, men i finalen var Manchester United det bedre hold, og Eric Cantona afgjorde kampen med målet til 1-0.
1998 var året, hvor Liverpool F.C. prøvede noget nyt i håbet om igen at blive Englands førende fodboldklub, og Evans måtte pludselig dele managerjobbet med franske Gerard Houllier. Mange var skeptiske overfor den nye struktur, og det viste sig da også hurtigt, at den ikke fungerede optimalt. Det fik Evans til at tage sit professionelle livs sværeste beslutning, hvilket var at sige op og skære båndene til Liverpool F.C. over efter 35 år. Klubben tilbød ham andre stillinger i organisationen, men Evans takkede nej.
Han var midlertidig manager i Fulham F.C. i en kort periode og manager i Swindon Town i fire måneder. Derefter fulgte en årrække væk fra fodbolden indtil 2004. Da den tidligere Liverpool-spiller John Toshack overtog jobbet som landstræner for Wales, blev Evans tilbudt rollen som hans assistent, hvilket Evans takkede ja til.
I 2004 udkom den autoriserede biografi Ghost On The Wall, som Derek Dohren skrev i tæt samarbejde med Evans selv.